# 第7屆香港電影金像獎
第7屆香港電影金像獎（英語：7th Hong Kong Film Awards）於1988年4月10日晚上在香港演藝學院歌劇院舉行，由電影雙周刊主辦，提名及獲獎名單如下。

## 獎項統計
| 數目 | 電影名稱                                                                   |
| 獲獎 |                                                                            |
| 4    | 倩女幽魂                                                                   |
| 3    | 秋天的童話                                                                 |
| 2    | 龍虎風雲、人民英雄                                                         |
| 1    | 不是冤家不聚頭、省港旗兵續集、最後勝利、A計劃續集                          |
| 提名 |                                                                            |
| 12   | 倩女幽魂                                                                   |
| 11   | 最後勝利                                                                   |
| 10   | 龍虎風雲                                                                   |
| 8    | 監獄風雲                                                                   |
| 7    | 秋天的童話                                                                 |
| 6    | 書劍恩仇錄                                                                 |
| 3    | 人民英雄、東方禿鷹                                                         |
| 2    | 神奇兩女俠、英雄本色II、靚妹正傳、衛斯理傳奇、A計劃續集                    |
| 1    | 天菩薩、不是冤家不聚頭、鬼新娘、省港旗兵續集、鬼馬校園、龍兄虎弟、海市蜃樓 |

### 金像獎電影
| 電影           | 獎項                                      |
| -------------- | ----------------------------------------- |
| 秋天的童話     | 最佳電影、最佳編劇、最佳攝影              |
| 龍虎風雲       | 最佳導演、最佳男主角                      |
| 不是冤家不聚頭 | 最佳女主角                                |
| 人民英雄       | 最佳男配角、 最佳女配角                   |
| 省港旗兵續集   | 最佳新演員                                |
| 最後勝利       | 最佳剪接                                  |
| 倩女幽魂       | 最佳美術指導、最佳電影音樂、 最佳電影歌曲 |
| A計劃續集      | 最佳動作指導                              |

## 媒體播放
- 電視：無綫電視翡翠台

## 纪事
- 香港无线电视以一元的价格象征式地购买了本届金像奖颁奖典礼的版权，并担任了制作主导地位。无线要求增设一个金票房奖，把节目拉长至三小时，并不断插播广告至全场冷场，时任筹委会秘书的游淑仪及评判李焯桃当时便在报上发表文章表达不满。

## 外部連結
- 第七屆香港電影金像獎得獎名單新版 （页面存档备份，存于）
- 第七屆香港電影金像獎得獎名單舊版 （页面存档备份，存于）